# Condado de Neosho
El condado de Neosho (en inglés: Neosho County), fundado en 1861, es uno de 105 condados del estado estadounidense de Kansas. En el año 2005, el condado tenía una población de 16,529 habitantes y una densidad poblacional de 1 personas por km². La sede del condado es Erie. El condado recibe su nombre en honor a Noah V. Neosho.

## Geografía
Según la Oficina del Censo, el condado tiene un área total de 1497 km² (578 mi²), de la cual 1481 km² (571,8 mi²) es tierra y 16 km² (6,177606177606 mi²) (1.08%) es agua.

### Condados adyacentes
- Condado de Allen (norte)
- Condado de Bourbon (noreste)
- Condado de Crawford (este)
- Condado de Labette (sur)
- Condado de Montgomery (suroeste)
- Condado de Wilson (oeste)
- Condado de Woodson (noroeste)

## Demografía
Según la Oficina del Censo en 2000, los ingresos medios por hogar en el condado eran de $32,167, y los ingresos medios por familia eran $38,532. Los hombres tenían unos ingresos medios de $26,906 frente a los $19,387 para las mujeres. La renta per cápita para el condado era de $16,539. Alrededor del 13.00% de la población estaban por debajo del umbral de pobreza.

## Transporte

### Autopistas principales
- U.S. Route 59
- U.S. Route 169
- Ruta Estatal de Kansas 39
- Ruta Estatal de Kansas 47
- Ruta Estatal de Kansas 146

## Localidades
Población estimada en 2004;
- Chanute, 9,043
- Erie, 1,173
- St. Paul, 653
- Thayer, 499
- Galesburg, 149
- Stark, 105
- Earlton, 80

### Áreas no incorporadas
- Kimball
- Leanna
- Morehead
- Odense
- Rollin
- Shaw
- South Mound
- Urbana

### Municipios
El condado de Neosho está dividido entre 12 municipios. El condado tiene a Chanute como una ciudad independiente a nivel de gobierno, y todos los datos de población para el censo e las ciudades son incluidas en el municipio.

## Educación

### Distritos escolares
- Erie-Galesburg CUSD 101
- Cherokee USD 247
- Chetopa-St. Paul USD 505
- Cherryvale-Thayer USD 447